# Lúa (España)
Lúa (llamada oficialmente San Martín de Lúa) es una parroquia y una aldea española del municipio de Pol, en la provincia de Lugo, Galicia.

## Otras denominaciones
La parroquia también es conocida por los nombres de San Martín de Lúa (San Martiño) y San Martiño de Lua.

## Organización territorial
La parroquia está formada por cinco entidades de población:

### Entidades de población
Entidades de población que forman parte de la parroquia:
- Candal (O Candal)
- Crende
- Lúa
- Villamine (Vilamide)

### Despoblado
Despoblado que forma parte de la parroquia:
- Pena (A Pena)

## Demografía

### Parroquia
| Gráfica de evolución demográfica de Lúa (parroquia) entre 2000 y 2020 |
|                                                                       |
| Datos según el nomenclátor publicado por el INE.                      |

### Aldea
| Gráfica de evolución demográfica de Lúa (aldea) entre 2000 y 2020 |
|                                                                   |
| Datos según el nomenclátor publicado por el INE.                  |